# Chadefaudiella
Chadefaudiella — рід грибів родини Chadefaudiellaceae. Назва вперше опублікована 1966 року.

## Класифікація
До роду Chadefaudiella відносять 2 види:
- Chadefaudiella quezelii
- Chadefaudiella thomasii